# يورو بنك ايرجاسيس

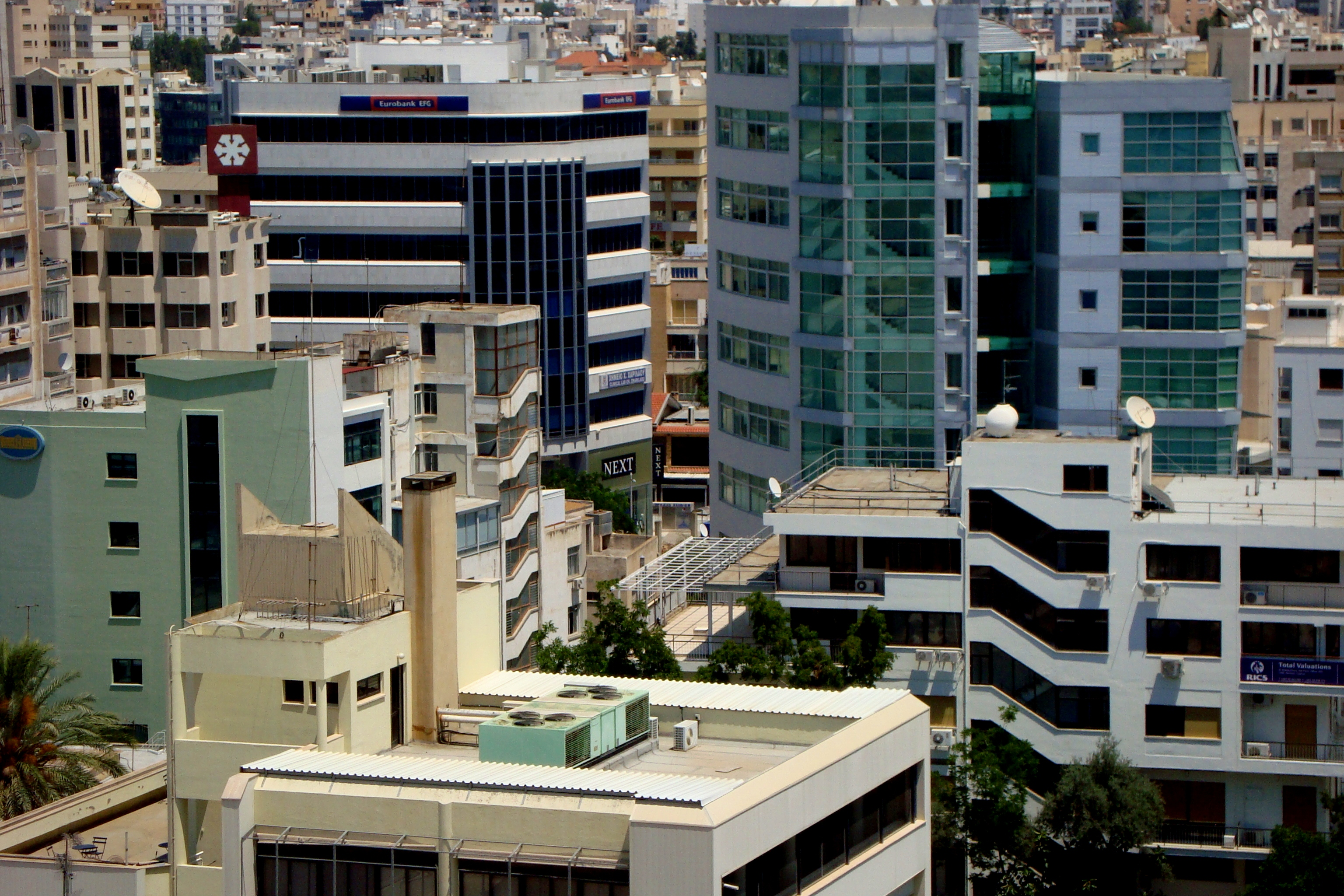
مكاتب يورو بنك في نيقوسيا ، قبرص

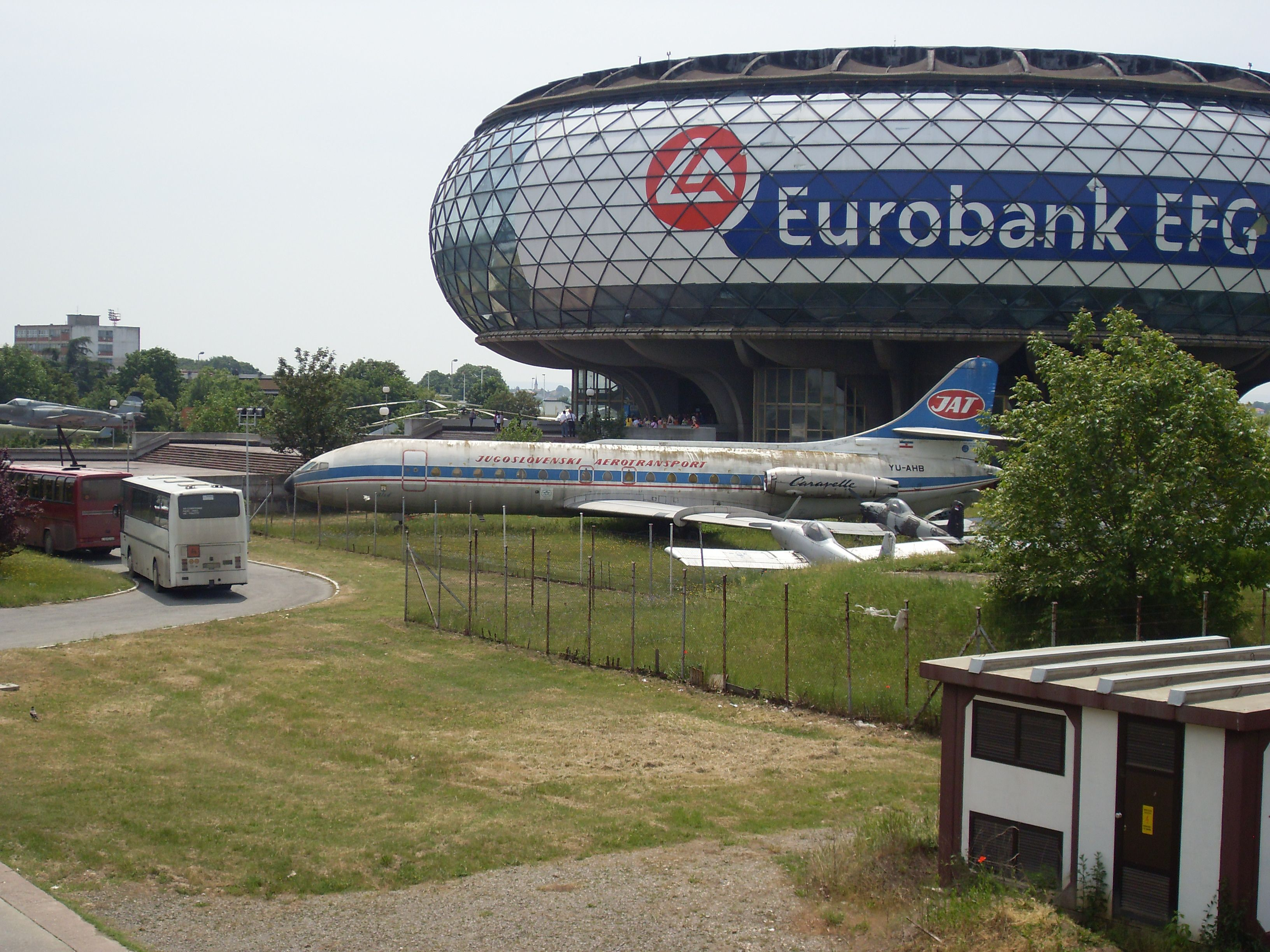
يورو بنك هي الراعي الرسمي لمتحف الطيران (بلغراد)

مجموعة يورو بنك هي مؤسسة مالية تعمل في 6 دول هي اليونان وقبرص ولوكسمبورغ وصربيا وبلغاريا والمملكة المتحدة. اعتبارًا من 31 ديسمبر 2018، تملك المجموعة أصولاً بقيمة 58 مليار يورو و653 موقعًا لخدمة العملاء و13,162 موظفًا.

## روابط خارجية
- الموقع الرسمي
- نبذة عن الشركة على الموقع الإلكتروني لبورصة أثينا
- أسعار الأسهم على بلومبرج